# Fort Campbell
Fort Campbell é uma instalação do 'Exército dos Estados Unidos localizada na divisa entre Kentucky e Tennessee, mais especificamente, entre Hopkinsville, Kentucky e Clarksville, Tennessee (o endereço do correio está localizado em Kentucky). Fort Campbell abriga a 101ª Divisão Aerotransportada e o 160º Regimento de Aviação de Operações Especiais. O forte é batizado em homenagem ao Brigadeiro General do Exército da União William Bowen Campbell, o último governador "Whig" do Tennessee.

## Histórico

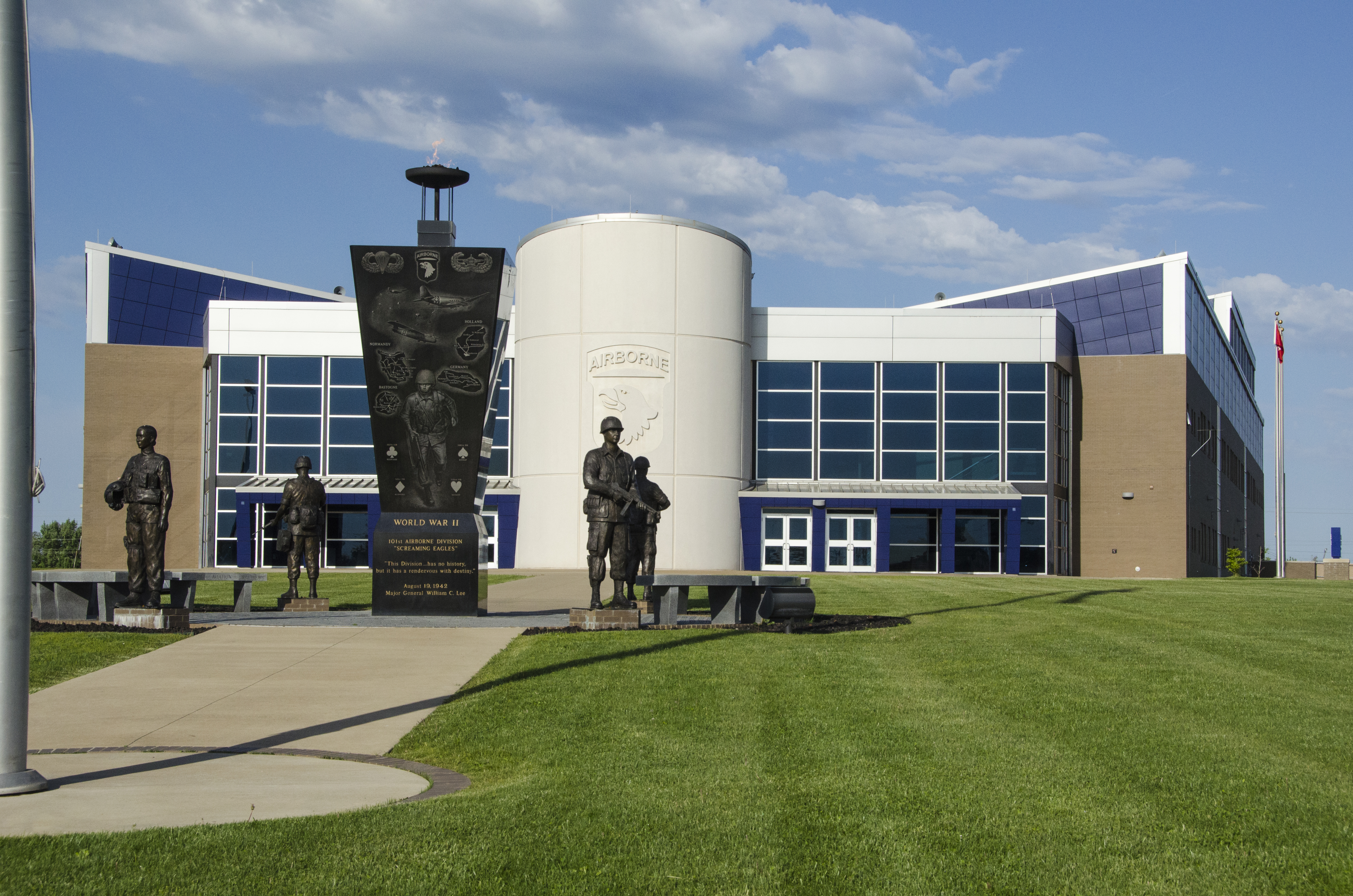
Instalação de comando e controle da 101ª Divisão Aerotransportada em Fort Campbell.

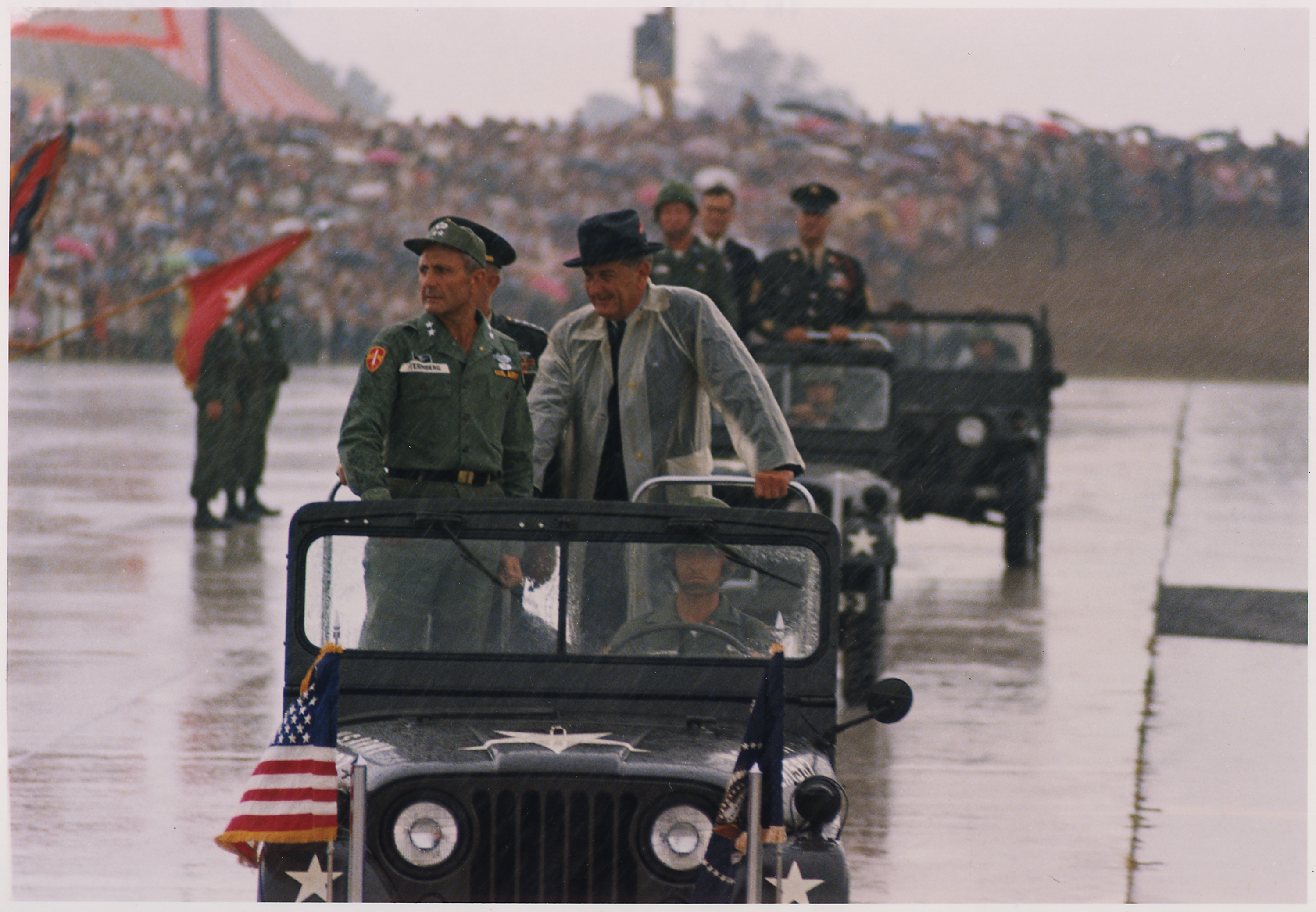
Lyndon Johnson e o Major General Ben Sternberg em Fort Campbell em julho de 1966.

O local para Mid-Campbell foi selecionado em 9 de setembro de 1941, e a Pesquisa Title I foi concluída em 15 de novembro de 1941, coincidentemente na mesma época em que a Frota Imperial Japonesa estava deixando suas águas nativas japonesas para o ataque a Pearl Harbor. A construção de Camp Campbell começou em 12 de janeiro de 1942. Em um ano, a reserva designada como "Camp Campbell" foi desenvolvida para acomodar uma divisão blindada e várias tropas de apoio, com um tamanho total de 102.414 acres (414 km2) e alojamentos para 2.422 oficiais e 45.198 funcionários alistados.
Devido à sua proximidade com Clarksville, o Departamento de Guerra em 7 de março de 1941, designou o Tennessee como o endereço oficial do novo campo. Isso causou muita confusão. Enquanto a sede e a grande maioria das áreas cultivadas da base ficavam no Tennessee, os correios da base ficavam em Kentucky. Depois de muitos meses de problemas de entrega de correspondência, o coronel Guy W. Chipman solicitou que o endereço fosse alterado para Camp Campbell, Kentucky. O Departamento de Guerra mudou oficialmente o endereço em 23 de setembro de 1942.
No início do verão de 1942, o quadro inicial do posto, um oficial e 19 homens alistados, chegaram de Fort Knox, Kentucky. Daquela época até o final da Segunda Guerra Mundial, Camp Campbell foi o campo de treinamento para a 12ª, 14ª e 20ª divisões Blindadas, Quartel-General IV Corpo Blindado e a 26ª Divisão de Infantaria. Várias formações foram enviadas para Camp Campbell após a guerra e desativadas, sendo uma delas a 5ª Divisão de Infantaria em setembro de 1946.
Na primavera de 1949, a 11ª Divisão Aerotransportada chegou a Campbell após o dever de ocupação no Japão. O 11º residiu lá até o início de 1956.
Em abril de 1950, o posto havia evoluído de um campo de treinamento em tempo de guerra para uma instalação permanente e foi renomeado para Fort Campbell.
De 1950 a 1962, o posto operou um Curso Aerotransportado que treinou cerca de 30.000 soldados como pára-quedistas antes de sua inativação.
Em 21 de setembro de 1956, o Secretário do Exército Wilber M. Brucker e o Chefe do Estado-Maior do Exército, General Maxwell D. Taylor, apresentaram as cores da 101ª Divisão Aerotransportada ao MG T.L. Sherbourne, o primeiro comandante da nova divisão ROTAD (Reorganização da Divisão Aerotransportada), anteriormente experimental. Esta cerimônia reativou oficialmente as famosas "Águias Gritantes" da Segunda Guerra Mundial.
Em 2 de maio de 1966, a Ordem Geral 161 do Terceiro Exército dirigiu a ativação de um Centro de Treinamento de Combate Básico em Fort Campbell. Em 6 de julho, apenas dois meses após sua ativação, o Centro de Treinamento do Exército de Fort Campbell recebeu seus primeiros 220 soldados recém-empossados. O Treinamento Básico de Combate começou no dia 11 de julho com um complemento total de 1.100 trainees. O Centro de Treinamento funcionou até 15 de abril de 1972, quando foi desativado.
A 1ª Brigada foi enviada para trabalhar no Vietnã em julho de 1965. Logo depois disso, com a escalada das hostilidades no sudeste da Ásia, o resto da divisão chegou. Também em resposta ao aumento militar, a 6ª Divisão de Infantaria foi reativada em Fort Campbell em 24 de novembro de 1966 e desativada em 25 de julho de 1968.
Em setembro de 1971, a 173ª Brigada Aerotransportada retornou a Fort Campbell e conduziu suas cerimônias oficiais de retorno ao lar, que foram presididas pelo Secretário de Defesa Melvin Laird. O 173º foi então desativado em 14 de janeiro de 1972 e seu pessoal e o equipamento foram usados para reconstruir a 3ª Brigada, 101ª Divisão Aerotransportada (Airmobile). [3] A 3ª Brigada permaneceu no status de salto até abril de 1974, quando seu status de salto foi encerrado e a divisão tornou-se inteiramente aeromóvel. Em 6 de abril de 1972, a 101ª Divisão Aerotransportada (Airmobile) foi oficialmente recebida de volta à sua base após o fim das hostilidades no Vietnã. As cerimônias contaram com a presença do vice-presidente Spiro T. Agnew e do general William C. Westmoreland, chefe do Estado-Maior do Exército.
Fort Campbell tinha um programa de teatro infantil até ser fechado em 1983.
Em 12 de dezembro de 1985, 246 militares morreram com oito membros da tripulação logo após a decolagem de Gander, Newfoundland, Canadá, durante um retorno das tarefas de manutenção da paz no Egito. Um bosque memorial de árvores e um monumento estão perto do museu dos correios.